# Arthur Creech Jones
Pour les articles homonymes, voir Creech et Jones.
Cet article possède un paronyme, voir Arthur Jones.
Arthur Creech Jones, né à Bristol le 15 mai 1891 et mort le 23 octobre 1964, est un syndicaliste et homme politique britannique.

## Biographie
Le deuxième des trois fils d'un imprimeur, il quitte l'école à l'âge de 14 ans et travaille comme employé de cabinet d'un solliciteur. Il passe l'examen d'entrée dans la fonction publique, et devient fonctionnaire au ministère de la Guerre. Dans le même temps, il suit des cours du soir pour poursuivre son éducation. Il devient membre du Parti travailliste indépendant et, comme les autres membres du parti, il adopte une position pacifiste à l'entame de la Première Guerre mondiale. Il organise des réunions publiques d'opposition à la conscription lorsque celle-ci est introduite en 1916. Appelé à rejoindre l'armée en automne, il refuse, et est emprisonné en tant qu'objecteur de conscience jusqu'en avril 1919. Il perd en conséquence son emploi dans le service public.
À sa sortie de prison il est employé par le Syndicat national des personnels des docks et des quais, dont il devient bientôt le secrétaire. En 1929 il devient secrétaire organisateur de l'Association de voyage des travailleurs, qui finance des voyages à l'étranger pour les ouvriers. Son inquiétude face à la menace que posent les puissances fascistes en Europe l'incite à entrer en politique, et il est élu député de la circonscription de Shipley, sous l'étiquette du Parti travailliste, aux élections législatives de 1935. Il s'intéresse surtout au développement social et humain des colonies, et est membre de 1936 à 1945 de la commission parlementaire qui conseille le ministère des Colonies en matière de politique éducative. Il participe à formuler les propositions du Parti travailliste en matière coloniale en amont des élections de 1945, que le parti remporte largement,.
Le nouveau Premier ministre Clement Attlee le nomme adjoint au secrétaire d'État aux Colonies, George Hall, dans son gouvernement. Arthur Creech Jones succède à George Hall à la tête du ministère des Colonies en octobre 1946. Il n'est pas chargé de l'indépendance de l'Inde, qui relève d'un ministère spécifique, mais pilote l'indépendance du Sri Lanka, acquise en 1948, et tente en vain de négocier avec Juifs et Arabe l'indépendance de la Palestine mandataire avant de devoir informer l'Organisation des Nations unies du retrait britannique pur et simple de ce territoire. Il initie dans le même temps le début de la politique d'autonomie accordée aux colonies britanniques en Afrique,.
Il perd son siège de député, et donc son ministère, aux élections de 1950, remportées de peu par les travaillistes. Il retrouve un siège au Parlement à l'occasion d'une élection partielle en 1954. Au début des années 1960, il exprime son inquiétude au sujet de la volonté du gouvernement conservateur de Harold Macmillan d'intégrer le Royaume-Uni à la Communauté économique européenne : Il souligne que cela endommagerait les relations commerciales privilégiées qu'entretiennent les États du Commonwealth des nations (les anciennes colonies) avec le Royaume-Uni. Il quitte le Parlement à l'été 1964 en raison de sa santé défaillante, et meurt deux mois plus tard.